# Drosera schizandra
Drosera schizandra är en sileshårsväxtart som beskrevs av Friedrich Ludwig Diels. Drosera schizandra ingår i släktet sileshår, och familjen sileshårsväxter.
Artens utbredningsområde är:
- Coral Sea Islands.
- Queensland.

Inga underarter finns listade i Catalogue of Life.

## Bildgalleri

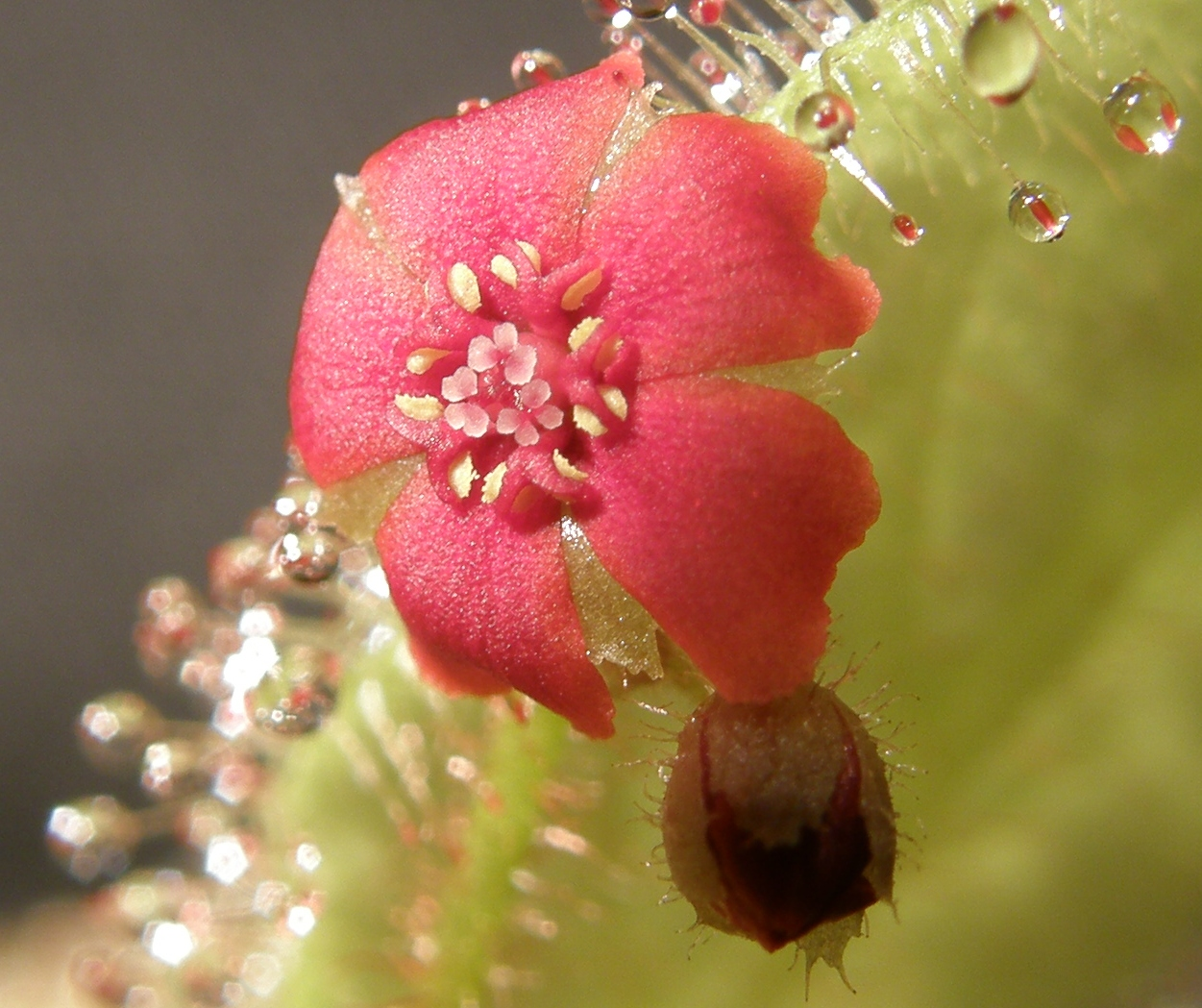
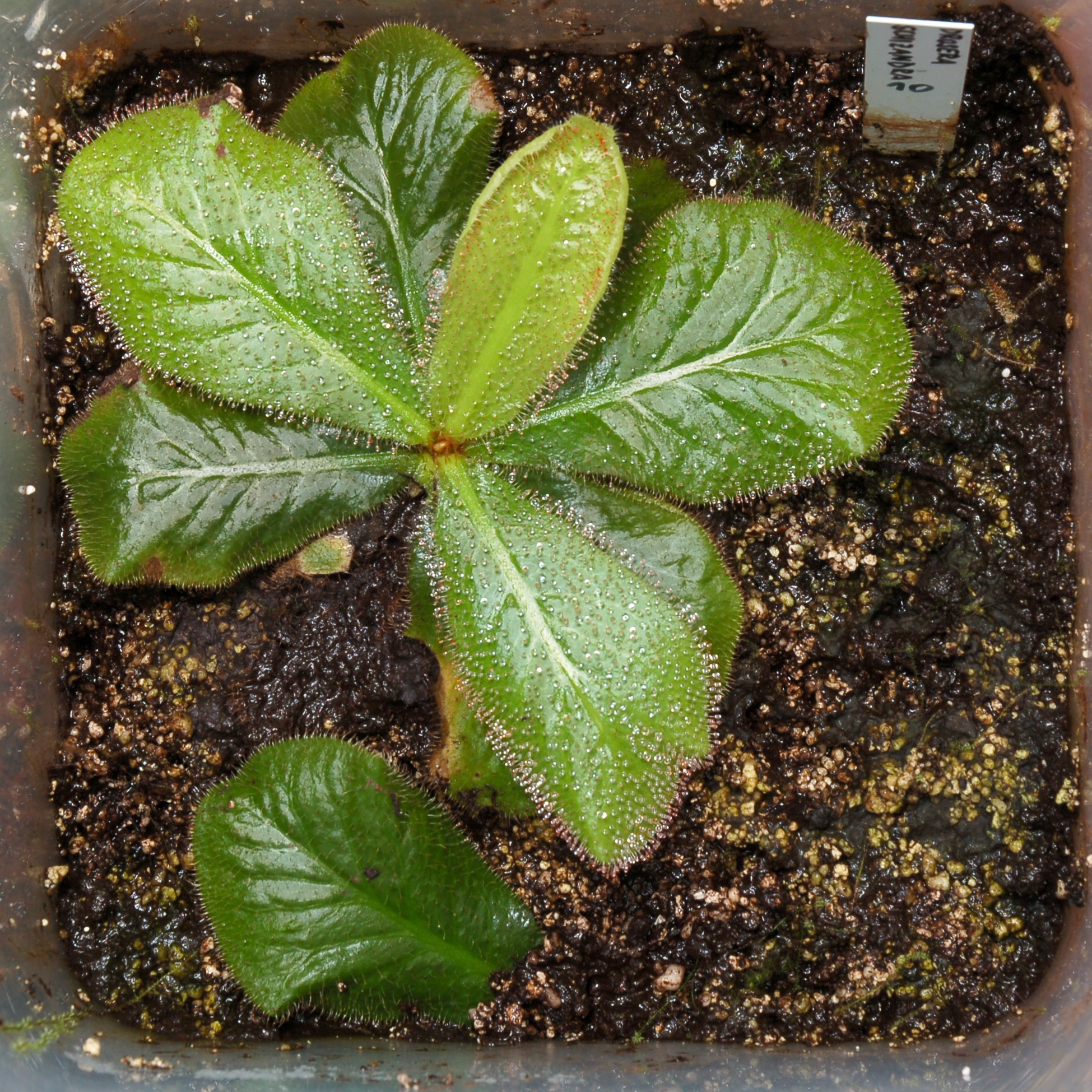
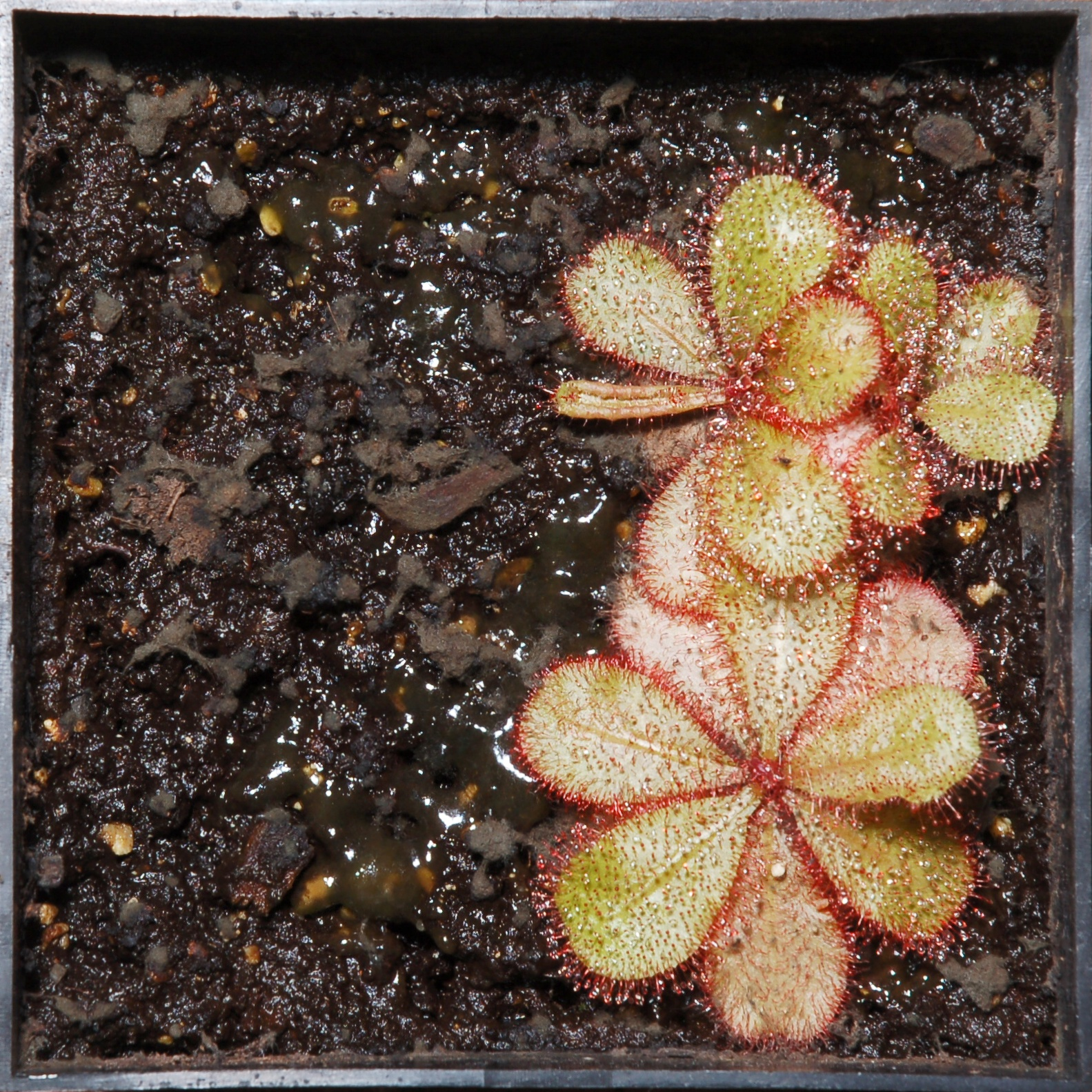
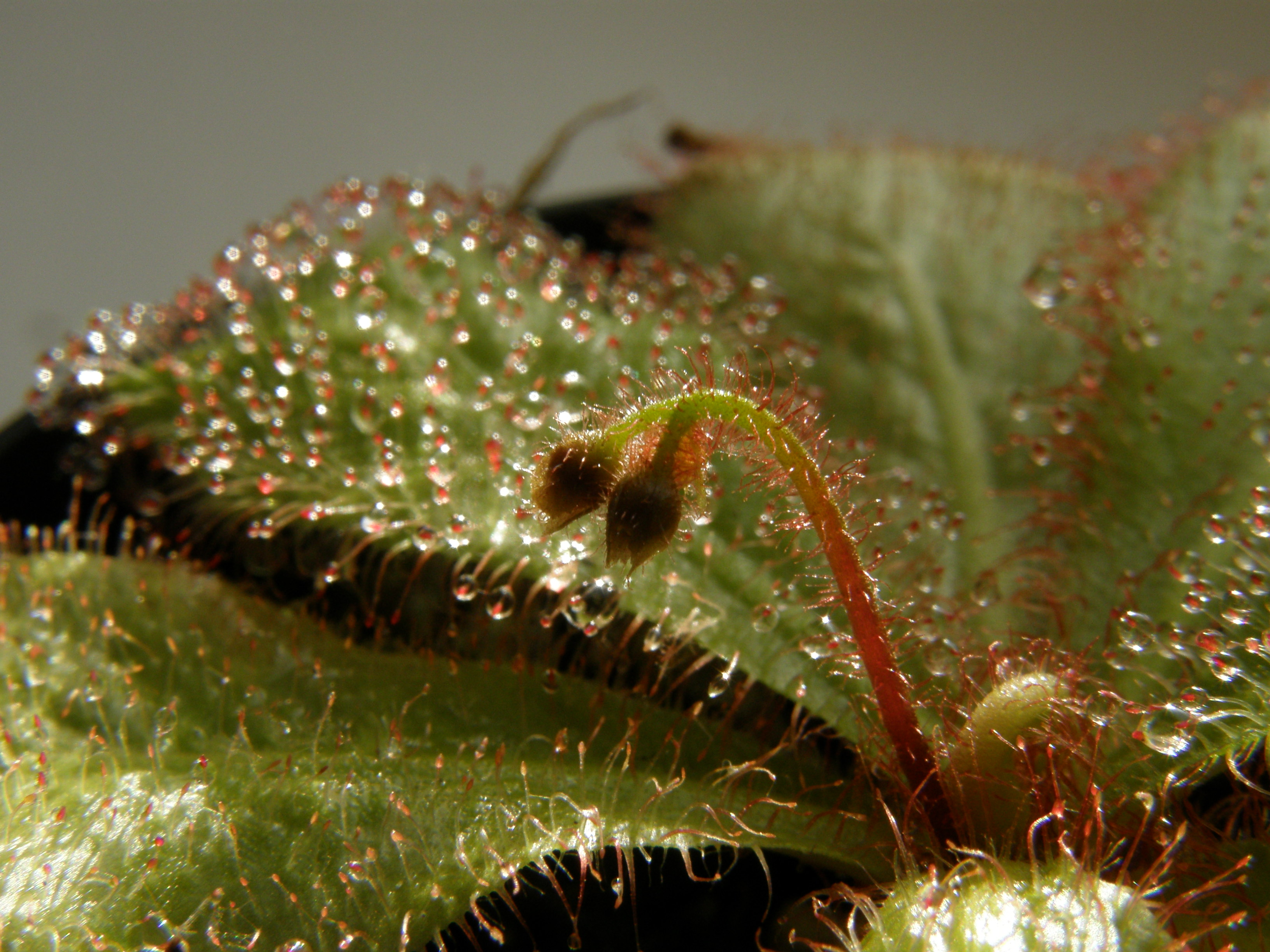
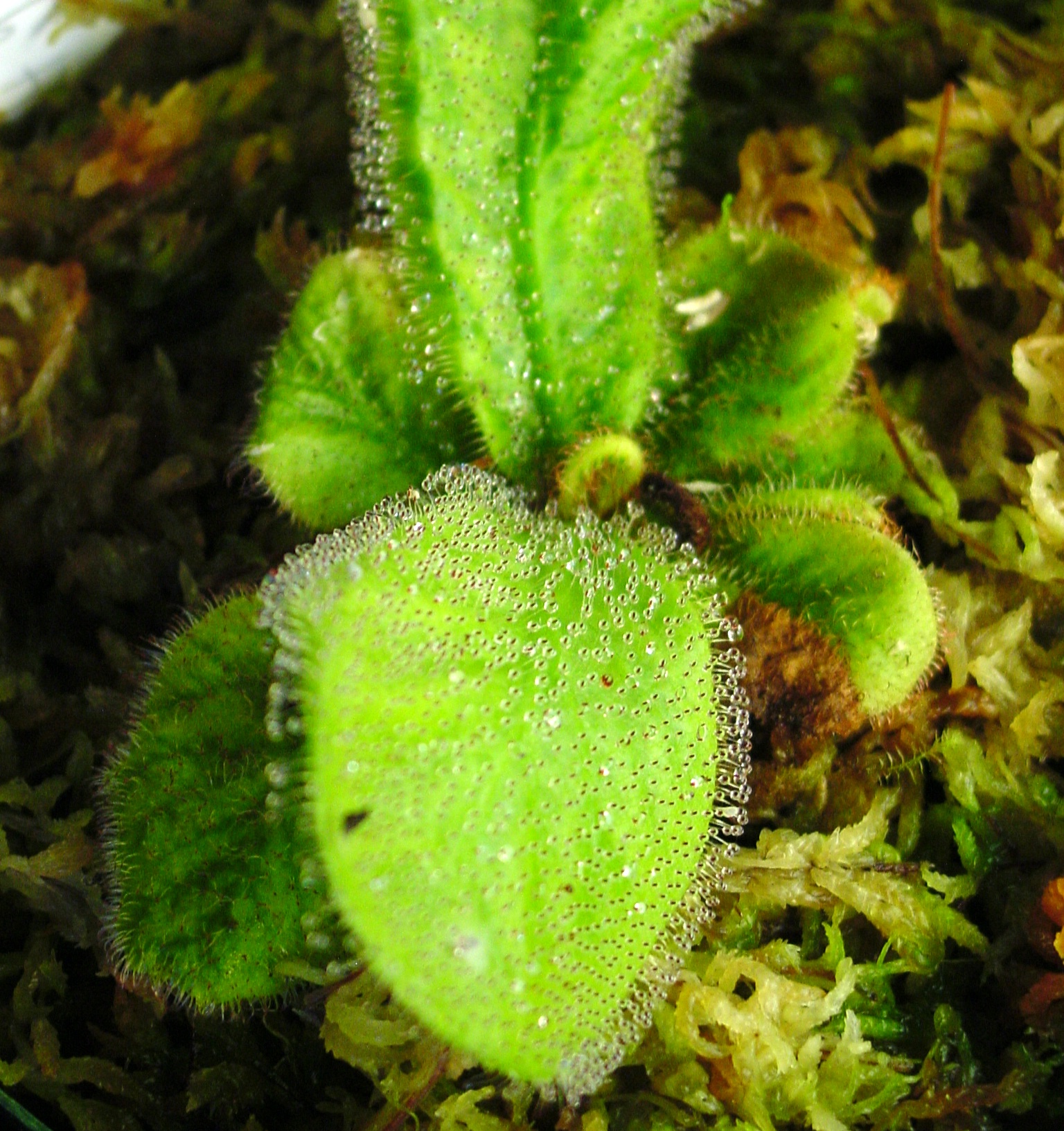
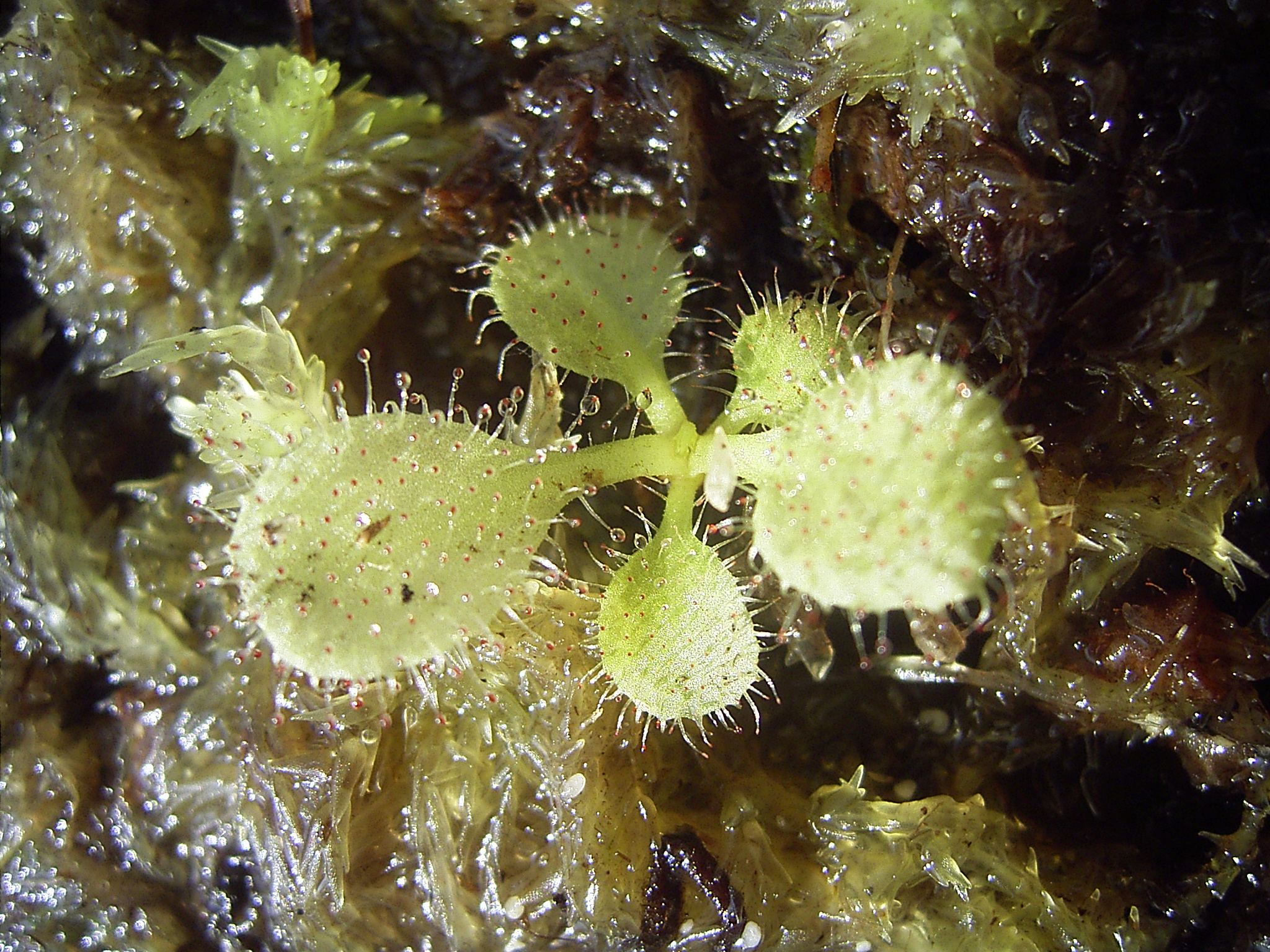